# PO-546
La PO-546 (en la provincia de Pontevedra), es una carretera de la Red Primaria Básica de la Junta de Galicia que une la ciudad de Pontevedra con la localidad de Marín. Atraviesa el municipio de Pontevedra hasta Marín a lo largo del litoral sur de la Ría de Pontevedra.

## Descripción
Tiene una longitud de 4,22 kilómetros y comienza en el suroeste de la ciudad de Pontevedra y finaliza en el noreste de Marín. Fue creada en 1986 tras la fragmentación de la antigua carretera comarcal C-550, que discurría por la costa gallega de las Rías Baixas. Se la conoce como carretera vieja de Marín, ya que era el trayecto habitual entre Pontevedra y Marín antes de la construcción de la autovía urbana PO-11. Tiene abundante tráfico.
En el otoño de 2024 se inició la reforma de la carretera PO-546 entre Mollavao y Placeres que incluye la construcción de un itinerario peatonal y ciclista de 3,5 km en la margen derecha de la vía, con una anchura de entre 2,9 y 4 metros. La actuación, financiada con 6,8 millones de euros procedentes de fondos FEDER, contempla además la construcción de dos pasarelas (una de más de 120 metros sobre el regato de Louriñas y otra de 45 metros sobre O Sartán), una glorieta en el acceso al Centro de Investigaciones Forestales de Lourizán, mejoras en la iluminación y las paradas de transporte público, nuevos muros de contención junto a la vía del tren hacia el puerto de Marín-Pontevedra, zonas de aparcamiento y la instalación de un mirador a la ría de Pontevedra y un parque infantil. Las obras tienen como objetivo el refuerzo de la movilidad sostenible entre Pontevedra y Marín.

## Trayecto
La carretera comienza en Pontevedra, en el barrio de Mollavao, bajo la línea de ferrocarril que da acceso al puerto de Marín desde la estación de tren de Pontevedra. Continúa por Salcedo pasando por A Ruibal.
En el kilómetro 1,5 se encuentra el desvío hacia la urbanización pontevedresa de Ponte Muíños y en el kilómetro 2 la entrada al complejo papelero de Pontevedra, donde se ubica la fábrica de ENCE. Atraviesa los lugares de Igrexa y O Rozo en Lourizán, y llega a Placeres donde se une a la PO-11, finalizando en Estribela en el límite municipal de Pontevedra y Marín.